# Пантелей
Вижте пояснителната страница за други значения на Пантелей.
Пантелей е мъжко име с гръцка етимология, придобило популярност по името на свети Пантелеймон, наричан често и Пантелей, Воден Пантелей, Пантале и др. Името е популярно в съкратената форма главно сред южните славянски народи и особено в България и Северна Македония и частично Сърбия.
Пантелеймон или Пантелей идва от гръцкото Παντελεήμων, със значение на всемилостив.
Вярва се, че свети Пантелеймон е закрилник на пътуващите, а денят на неговия празник (27 юли) е подходящ за начало на далечно пътуване. Светецът се почита и като лечител.